# Стрибки у воду на Європейських іграх 2023
Стрибки у воду на Європейських іграх 2023 року відбудуться з 22 по 28 червня 2023 року в місті Ряшів, Польща. Ці змагання мають статус чемпіонату Європи зі стрибків у воду, які вперше в історії були проведені в рамках Європейських ігор.

## Результати

### Медальний залік
*   Країна-господарка ( Польща)
| Місце               | Країна                | Золото | Срібло | Бронза | Загалом |
| ------------------- | --------------------- | ------ | ------ | ------ | ------- |
| 1                   | Україна (UKR)         | 4      | 1      | 0      | 5       |
| 2                   | Німеччина (GER)       | 3      | 3      | 0      | 6       |
| 3                   | Велика Британія (GBR) | 3      | 2      | 2      | 7       |
| 4                   | Італія (ITA)          | 2      | 3      | 5      | 10      |
| 5                   | Швейцарія (SUI)       | 1      | 0      | 1      | 2       |
| 6                   | Франція (FRA)         | 0      | 2      | 2      | 4       |
| 7                   | Швеція (SWE)          | 0      | 2      | 1      | 3       |
| 8                   | Іспанія (ESP)         | 0      | 0      | 2      | 2       |
| Загалом (8 збірних) | Загалом (8 збірних)   | 13     | 13     | 13     | 39      |

### Чоловіки
| Дисципліна                  | Золото                                | Золото | Срібло                                         | Срібло | Бронза                                        | Бронза |
| --------------------------- | ------------------------------------- | ------ | ---------------------------------------------- | ------ | --------------------------------------------- | ------ |
| Трамплін 1 метр             | Росс Хаслам Велика Британія           | 422.95 | Алексі Жандар Франція                          | 411.50 | Лоренцо Марсалья Італія                       | 410.55 |
| Трамплін 3 метри            | Моріц Вейсманн Німеччина              | 465.40 | Жуль Боє Франція                               | 440.15 | Алексі Жандар Франція                         | 430.70 |
| Вишка 10 метрів             | Тімо Бартель Німеччина                | 435.40 | Роббі Лі Велика Британія                       | 413.20 | Рікардо Джованні Італія                       | 411.20 |
| Синхронний трамплін 3 метри | Україна Олег Колодій Данило Коновалов | 410.16 | Італія Лоренцо Марсалья Джованні Точчі         | 402.66 | Франція Жуль Боє Алексі Жандар                | 394.92 |
| Синхронна вишка 10 метрів   | Україна Кірілл Болюх Олексій Середа   | 398.70 | Італія Рікардо Джованні Едуард Тімбретті Гугіу | 388.83 | Велика Британія Бенджамін Кутмор Метью Діксон | 372.69 |

### Жінки
| Дисципліна                  | Золото                                           | Золото | Срібло                            | Срібло | Бронза                                 | Бронза |
| --------------------------- | ------------------------------------------------ | ------ | --------------------------------- | ------ | -------------------------------------- | ------ |
| Трамплін 1 метр             | Мішель Гаймберг Швейцарія                        | 273.25 | Емілія Нільссон Швеція            | 273.10 | Грейс Рід Велика Британія              | 266.90 |
| Трамплін 3 метри            | К'яра Пеллакані Італія                           | 321.45 | Емілія Нільссон Швеція            | 316.60 | Мішель Гаймберг Швейцарія              | 306.70 |
| Вишка 10 метрів             | Іден Ченг Велика Британія                        | 331.60 | Крістіна Вассен Німеччина         | 330.95 | Сара Джодойн Ді Марія Італія           | 320.10 |
| Синхронний трамплін 3 метри | Велика Британія Дешерн Бент-Ашмейл Емі Роллінсон | 279.90 | Німеччина Лена Гентшель Яна Ротер | 276.33 | Італія Елена Бертоккі К'яра Пеллакані  | 273.69 |
| Синхронна вишка 10 метрів   | Німеччина Крістіна Вассен Елена Вассен           | 297.72 | Україна Ксенія Байло Соф'я Есман  | 274.68 | Іспанія Валерія Антоліно Ана Карвахаль | 261.48 |

### Змішані змагання
| Дисципліна       | Золото                                                                 | Золото | Срібло                                                                               | Срібло | Бронза                                                                                  | Бронза |
| ---------------- | ---------------------------------------------------------------------- | ------ | ------------------------------------------------------------------------------------ | ------ | --------------------------------------------------------------------------------------- | ------ |
| Трамплін 3 метри | Італія К'яра Пеллакані Маттео Санторо                                  | 291.39 | Велика Британія Грейс Рід Джеймс Гітлі                                               | 283.89 | Швеція Емілія Нільссон Еліас Петерсен                                                   | 282.60 |
| Вишка 10 метрів  | Україна Ксенія Байло Кірілл Болюх                                      | 322.68 | Німеччина Александер Лубе Елена Вассен                                               | 306.12 | Італія Сара Джодойн Ді Марія Едуард Тімбретті Гугіу                                     | 283.14 |
| Команда          | Україна Ксенія Байло Данило Коновалов Ганна Письменська Олексій Середа | 438.30 | Італія Сара Джодойн Ді Марія Лоренцо Марсалья К'яра Пеллакані Едуард Тімбретті Гугіу | 398.25 | Іспанія Валерія Антоліно Альберто Аревало Росіо Велазкес Ролдан Карлос Камачо Дель Гойо | 381.45 |